# Roland Topor
Roland Topor (n. 7 ianuarie 1938, Paris, Île-de-France, Franța – d. 16 aprilie 1997, Paris, Île-de-France, Franța) a fost un ilustrator, grafician, pictor, scriitor, poet, scenograf, compozitor de muzică ușoară și actor francez.
Părinții săi erau evrei polonezi. Tatăl, Abram Topor, a fost pictor și sculptor.
Roland Topor a studiat artele plastice între 1955 și 1964 la École Nationale des Beaux-Arts din Paris. În timpul studiului colabora la gazeta Hara-Kiri. Împreună cu regizorul Alejandro Jodorowsky, cu Fernando Arrabal, Olivier O. Olivier și Jacques Sternberg, Topor a înființat în anul 1962, mișcarea artistică întitulată Panique.
Roland Topor a fost înhumat în cimitirul Montparnasse.

## Citat
L'humanité a besoin de sublime. Le sublime du sublime, c'est l'art. Le sublime de l'art, c'est l'avant-garde. (Din romanul Mémoires d'un vieux con) (Traducere aproximativă: „Omenirea are nevoie de sublim. Sublimul sublimului este arta. Sublimul artei este avangarda.”)

## Opere

### Romane
- Locatarul himeric (Le locataire chimérique, ecranizare de și cu Roman Polański), Editura Nemira, 2010, ISBN 978-606-8073-43-9
- La Vérité sur Max Lampin
- Le Bébé de Monsieur Laurent
- La Princesse Angine
- Jachère Party
- Erika
- Mémoires d'un vieux con
- Joko fête son anniversaire (roman et théâtre)
- Portrait en pied de Suzanne

### Teatru
- Vinci avait raison
- L'Hiver sous la table
- Batailles, cu Jean-Michel Ribes
- L'Ambigu

### Diverse
- Palace, scheciuri TV (cu Jean-Michel Ribes)
- Merci Bernard, ibidem
- Rumsteack morceaux (poeme și chansons)
- La Planète sauvage, film, 1973; cu René Laloux
- Joko fête son anniversaire, 1974
- Adevărul despre Max Lampin (proză)
- Nosferatu – Phantom der Nacht (Nosferatu, fantoma nopții), 1979 (regia Werner Herzog; cu: Klaus Kinski, Isabelle Adjani, Bruno Ganz)
- Eine Liebe von Swann, 1984 (regia Volker Schlöndorff, cu Alain Delon)
- Marquis, 1989 (von Henri Xhonneux)
- Serialul TV "Téléchat", 1983-1985 (de Henri Xhonneux)
- Topors Träume (Visele lui Topor), de Gerhard Thiel, 1995
- L'orpheline avec en plus un bras en moins, 2010 (regia Jacques Richard, scenariu Jacques Richard și Roland Topor)

### Scenografie
- Ubu Rex, operă de Krzysztof Penderecki, premieră la 6 iulie 1991 la teatrul național din München
- Antonius și Cleopatra, teatrul de stat din Kassel, 1989
- Flautul fermecat (Zauberflöte), Aalto-Theater, Essen, 1990
- Ubu roi, Theatre National de Chaillot, 1992
- Don Chisiotte in Sierra Morena, Festwochen der Alten Musik (Festivalul muzicii vechi), Innsbruck, 1992
- Le Grand Macabre, Teatro Communale, Bologna, 1978

## Vezi și
- Listă de scriitori francezi de literatură fantastică